# Pyrellia ignita
Pyrellia ignita är en tvåvingeart som beskrevs av Robineau-desvoidy 1830. Pyrellia ignita ingår i släktet Pyrellia och familjen husflugor. Inga underarter finns listade i Catalogue of Life.